# Anita
Anita ist ein weiblicher Vorname.

## Herkunft und Bedeutung des Namens
Anita ist eine Verkleinerungsform von Anna (hebräisch für die Begnadete) oder Kurzform von Juanita (siehe Johanna).
Die Vergabe des Namens Anita setzt im deutschsprachigen Raum gegen Ende des 19. Jahrhunderts ein. Wahrscheinlich erfolgte die Entlehnung nicht direkt aus dem Spanischen, sondern aus dem italienischen Raum. In Italien geht die Verbreitung dieses Namens auf die Gattin des Freiheitskämpfers Giuseppe Garibaldi, Anita Garibaldi (Ana Maria de Jesus Ribeiro da Silva) zurück.

## Namenstag
Namenstag ist für Anna nach der Heiligen Anna im katholisch geprägten Raum der 26. Juli.

## Namensträgerinnen
- Anita Afrifa, ghanaische Leichtathletin
- Anita Augspurg (1857–1943), deutsche Frauenrechtlerin
- Valerie Anita Aurora (* 1978), US-amerikanische Informatikerin und Gründerin einer gemeinnützigen Gesellschaft
- Anita Baker (* 1958), US-amerikanische Jazz- und Soul-Sängerin
- Anita Berber (1899–1928), deutsche erotische Tänzerin und Schauspielerin
- Anita Björk (1923–2012), schwedische Schauspielerin
- Anita Borg (1949–2003), US-amerikanische Computerwissenschafterin und Feministin
- Anita Briem (* 1982), isländische Schauspielerin und Musikerin
- Anita Brookner (1928–2016), britische Schriftstellerin
- Anita Bay Bundegaard (* 1963), dänische Politikerin und Journalistin
- Anita Cerquetti (1931–2014), italienische Sopranistin
- Anita Dobson (* 1949), britische Schauspielerin
- Anita Doth (* 1971), niederländische Sängerin
- Anita Eichhorn (* 1991), deutsche Filmschauspielerin
- Anita Ekberg (1931–2015), schwedische Schauspielerin und Fotomodell
- Anita Gillette (* 1936), US-amerikanische Schauspielerin
- Anita Gulli (* 1998), italienische Skirennläuferin
- Anita Hegerland (* 1961), norwegische Sängerin, Duettpartnerin von Roy Black
- Aníta Hinriksdóttir (* 1996), isländische Leichtathletin
- Anita Hoffer (* 1977), dänisch-deutsche Juristin
- Anita Hofmann, österreichische Musicaldarstellerin und Tänzerin
- Anita Hofmann (* 1977), deutsche Schlagersängerin, siehe Anita & Alexandra Hofmann
- Anita Idel (* 1955), deutsche Tierärztin, Agrarwissenschaftlerin und Mediatorin
- Anita Kupsch (1940–2025), deutsche Schauspielerin
- Anita Lindblom (1937–2020), schwedische Schauspielerin, Tänzerin und Sängerin
- Anita Lochner (* 1950), deutsch-US-amerikanische Schauspielerin, Synchronsprecherin und Übersetzerin
- Corinne Anita Loos (1889–1981), US-amerikanische Schriftstellerin und Drehbuchautorin
- Anita Mey (1912–2006), deutsche Schauspielerin
- Anita Mui (1963–2003), chinesische Sängerin und Schauspielerin
- Anita Nergaard (* 1967), norwegische Diplomatin
- Anita O’Day (1919–2006), US-amerikanische Jazzsängerin
- Anita Page (1910–2008), US-amerikanische Schauspielerin
- Anita Pallenberg (1942–2017), deutsch-italienisches Model, Schauspielerin und Modedesignerin
- Anita Pointer (1948–2022), US-amerikanische Sängerin
- Anita Sarkeesian (* 1984), kanadisch-amerikanische feministische Medienkritikerin und Videobloggerin
- Anita Spada (* 1913), deutsche Sängerin
- Anita Spring, verheiratete Palm (* 1965), australische Beachvolleyballspielerin
- Anita Vulesica (* 1974), deutsche Schauspielerin
- Anita Waage (* 1971), norwegische Fußballspielerin
- Anita Wachter (* 1967), österreichische Skirennläuferin
- Anita Wagner (* 1960), österreichische Sängerin
- Anita Wagner (* 1994), bosnische Tennisspielerin
- Anita Waldmann (* 1946), deutsche Ehrenamtliche
- Anita Ward (* 1956), US-amerikanische Sängerin
- Anita Włodarczyk (* 1985), polnische Hammerwerferin
- Anita Zabludowicz (* 1960), Kunstsammlerin und Galeristin

### Familienname
- Rogyaer Anita (* 1999), Fußballspieler für Bonaire
- Vurnon Anita (* 1989), Fußballspieler für Curaçao